# Хейр, Тракстан
Томас Тракстан Хейр (англ. Thomas Truxtun Hare; 12 октября 1878, Филадельфия, Пенсильвания — 2 февраля 1956, Radnor, Пенсильвания) — американский легкоатлет, серебряный призёр летних Олимпийских игр 1900 и бронзовый Игр 1904.
Хейр родился в Филадельфии 12 октября 1878 года. Обучался в Пенсильванском университете. Будучи студентом играл в крикет, американский футбол, гольф, занимался лёгкой атлетикой, стрельбой из лука и стендовой стрельбой. Принимал участие во многих легкоатлетических соревнованиях, а также входил в Сборную США по американскому футболу.
Участвуя в летних Олимпийских играх 1900 в Париже, Хейр соревновался во всех трёх метательных дисциплинах. В метании диска результат был не засчитан из-за дисквалификации. В толкании ядра занял восьмое место с расстоянием 10,92 м. В метании молота занял второе место с результатом 46,26 м, получив серебряную медаль.
Также Хейр выступал за сборную США в соревновании по десятиборью на летних Олимпийских играх 1904 в Сент-Луисе. Многоборье состояло из десяти видов: бег на 100 ярдов, толкание ядра, прыжки в высоту, ходьба на 880 ярдов, метание молота, прыжки с шестом, бег на 120 ярдов с барьерами, метание гири весом 56 фунтов, прыжки в длину, и забег на 1 милю. Выиграл бронзовую медаль.
Закончив свою спортивную карьеру, Хейр занимался заниматься правом и искусством.
После окончания юридической школы он практиковал корпоративное право в Филадельфии. В 1913 году он стал помощником юриста в United Gas Improvement Company, занимая эту должность до 1943 года.
Хэйр также был директором Филадельфийского фонда страхования от убытков.
Начиная с 1908 года, он был автором двух серий книг для мальчиков. А также опубликовал книги стихов.